# 줌 (2006년 영화)
《줌》(영어: Zoom)은 미국에서 제작된 피터 휴잇 감독의 2006년 슈퍼히어로 코미디 영화이다. 팀 앨런, 코트니 콕스, 체비 체이스, 스펜서 브레슬린, 립 톤 등이 출연하였고, 제니퍼 토드 등이 제작에 참여하였다. 컬럼비아 픽처스와 레벌루션 스튜디오스가 제작하고 소니 픽처스 릴리싱이 배급하였으며 제이슨 레스코가 쓴 아동 소설 "Amazing Adventures from Zoom's Academy"에 기반을 두었다.

## 출연
- 팀 앨런
- 코트니 콕스
- 체비 체이스
- 스펜서 브레슬린
- 케빈 지거스
- 케이트 메라
- 마이클 캐시디
- 라이언 뉴먼
- 립 톤
- 알렉시스 블레델
- 데번 아오키
- 윌머 발더라마
- 리지 캐나이프
- 대니 매카시
- 토머스 F. 윌슨

## 기타 제작진
- 공동 제작: 줄리 래글런드
- 협력 제작: 조지프 보샤
- 배역: 존 팹시데라
- 미술: 배리 추시드
- 의상: 하 응우옌